# Тегирование (филателия)

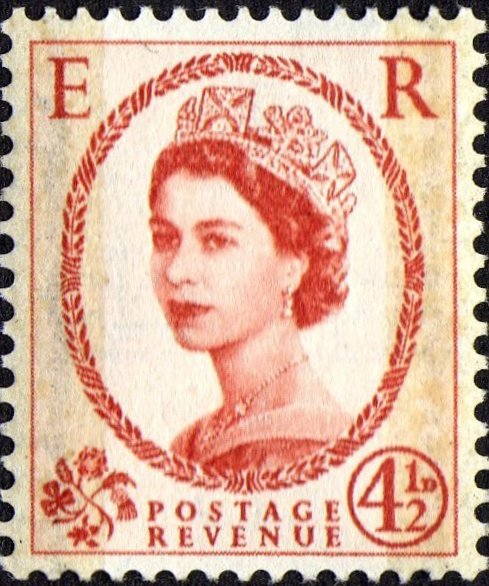
Одна из первых тегированных марок. Великобритания, 1959-11-18

Теги́рование — печать почтовых марок с использованием светящихся веществ с целью их автоматической обработки.
Одна и та же почтовая марка может иметь в тираже как тегированные, так и не тегированные экземпляры в результате:
- более позднего тегирования некоторых марок основного выпуска;
- ошибок тегирования при печати.

Тегирование марки бывает сплошным, когда люминофором покрыта вся поверхность марки, в виде одной или нескольких полос, а также в виде рамки, когда все четыре стороны марки покрыты полосами.
Ошибка тегирования — полное отсутствие тегирующего вещества — считается ошибкой пропуска цвета.
Это послевоенный почтовый феномен, возникший после Второй мировой войны
С химическими веществами тегирования нужно быть осторожным, поскольку неудачно выбранное вещество может мигрировать с почтовой марки на конверты, документы, страницы альбомов и так далее, а также на соседние марки.
Светящиеся вещества могут оказаться на марке также для защиты от подделок, придания маркам эффектного вида, их отбеливания и случайно, но эти случаи относятся к более широкому понятию тегирования и здесь не рассматриваются.

## Описание и применение тегирования
Теги́рование (англ. Tagging) почтовых марок — печать марок на люминесцентной бумаге или люминесцентными красками. Применяется для автоматизации обработки и сортировки почты, при этом могут использоваться почтообрабатывающие и штемпелевальные машины с электронными системами управления.
Одна и та же почтовая марка может быть напечатана как с этими люминесцентными элементами, так и без них; эти две марочные разновидности называются соответственно тегированной (англ. tagged) и нетегированной (англ. untagged) марками.
Светящиеся вещества могут оказаться на марке также для защиты от подделок, придания маркам эффектного вида, их отбеливания и случайно, но эти случаи относятся к более широкому понятию тегирования.
В зависимости от химического вещества тегирования марки светятся различными цветами при воздействии ультрафиолетового излучения. Все тегированные марки люминесцентные:
- флуоресцентные (нет послесвечения), когда вещество светится в длинноволновом ультрафиолетовом свете;
- фосфоресцентные (есть послесвечение), когда вещество светится в коротковолновом свете.

Для тегирования марок использовались различные неорганические светящиеся вещества, такие, как:
- люминофор Летталит (англ. Lettalite), используемый в Великобритании[9];
- люминофоры OП-4 (англ. OP-4) и OП-2 (англ. OP-2), используемый в Канаде[10];
- силикат кальция и ортосиликатом цинка, используемый в США[3];
- люминофор Гелекон (англ. Helecon), используемый в Австралии[11];
- люмоген, используемый в ФРГ и Италии[12][7].

Целенаправленное тегирование — послевоенный почтовый феномен, явление, возникшее после Второй мировой войны, вызванное повышением уровня грамотности и быстрым ростом объёма почты. В результате сортировка и обработка почты, которые ранее всегда выполнялись вручную, больше не могли выполняться таким образом. Тегирование почтовых марок — один из ответов на проблему автоматизации почтовых процессов.
Тегирование в виде рамки (англ. frame), когда все четыре стороны марки покрыты полосами, применялось, например, в Южной Африке.
Наиболее распространённый вид тегирования — покрытие, наносимое на поверхность марки после основной печати. Поскольку тегирующая краска практически невидима, за исключением ультрафиолетового излучения, они не влияют на внешний вид марки. Другое распространенный вид тегирования — использование люминисцентной бумаги. В этом случае либо на саму бумагу наносится тегирующий слой перед печатью марки, либо тегирующий материал наносится в процессе изготовления бумаги (встраивается в волокна), либо смешивается с покрытием бумаги. Последний метод, среди прочего, в настоящее время используется в США.
В настоящее время многие страны используют различные виды тегирования либо для ускорения обработки почты, либо в качестве средства защиты печати от подделок. После введения Великобританией в 1959 году марок с тегированием для общественного пользования другие страны неуклонно присоединялись к параду. Среди них ФРГ (1961), Канада, Дания и Франция (1962), США, Австралия и Швейцария (1963), Бельгия и Япония (1966), Швеция и Норвегия (1967), Италия (1968) и СССР (1969). С тех пор многие другие страны начали использовать различные виды тегирования, включая Бразилию, Китай, Чехословакию, Гонконг, Гватемалу, Индонезию, Израиль, Литву, Люксембург, Нидерланды, острова Пенрин, Португалию, Сент-Винсент, Сингапур, Южную Африку и Испанию, и это лишь некоторые из них.
В некоторых случаях, включая США, Канаду, Великобританию и Швейцарию, одни и те же марки выпускались как с тегированием, так и без неё. Многие из них были выпущены в течение соответствующего экспериментального периода в каждой стране. В каталогах разновидности марок с тегированием и без тегирования указаны для вышеупомянутых стран, а также некоторых других. По крайней мере для нескольких марок разновидность с экспериментальным тегированием стоит намного дороже, чем её аналог без тегирования, например, экспериментальное тегирование марки Франции 1963 года выпуска (стандартная марка «Галльский петух»).

## Великобритания
Начиная с 18 ноября 1959 года на большинстве британских тегированных марок наносились, подобно надпечатке (то есть после печати собственно марки) одна или две широкие вертикальные полоски (англ. bands) фосфорсодержащего вещества. Но на марке Машена 1970 года в 10 десятичных пенсов тегирована была вся лицевая сторона марки, другими словами, полоса тегирования покрыла всю марку — сплошное (англ. all-over) тегирование.
Фосфорное тегирование в виде вертикальных полос добавлялось на почтовые марки Соединенного Королевства, начиная с фосфорно-графитовой «серии Уайлдинг» (Дороти Уайлдинг — художник марок) 1958—1967 годов. Фосфорные полосы, напечатанные на лицевой стороне марок, шире графитовых линий, напечатанных на обороте. Фосфорные полосы трудно разглядеть, но они проявляются под определёнными углами к освещению. Количество полос тегирования может быть от одной до четырёх.
На фосфорно-графитовых марках люминофор был нанесен печатным способом, но выпуски с фосфоресцентным покрытием можно разделить на те, на которых люминофор был нанесен печатным способом, и другие, где он был нанесен методом фотогравюры, а иногда и с использованием флексографии — процесса рельефной печати с использованием резиновых цилиндров. Далее, фотогравюрные выпуски можно дополнительно разделить на самые ранние, которые под воздействием ультрафиолетового излучения фосфоресцировали зелёным цветом, более поздние, которые фосфоресцировали синим и, наконец, современные, фосфоресцирующие фиолетовым. Сами люминофорные полосы известны разного размера.
В начале статьи представлена одна из первых восьми (или 5) тегированных почтовых марок, выпущенных Великобританией 18 ноября 1959 года. У этой марки с номиналом 4½ пенса и номерами (Mi 325yz; Sc 360ap; SG 609; Yt 350a) ясно видны две вертикальные желтоватые люминофорные полосы, которые были надпечатаны на марке с номерами (Mi 325x; Sc 360a; SG 577; Yt 333), выпущенной 9 февраля 1959 года. Обычно малозаметные люминофорные полосы лучше всего видны при ультрафиолетовом свете, без него — на негашёных марках.

## ФРГ
В 1958 году ФРГ были проведены испытания с использованием люмогена, реагирующего на ультрафиолетовое излучение свечением жёлто-оранжевого цвета, нанесённого под слоем типографской краски по всей поверхности марок. С 1958 года Бундеспочта предпринимала попытки автоматизации почтовых перевозок в Центральном почтовое техническое управление Дармштадта. С этой целью на марки наносились флуо- или фосфоресцентные вещества, подходящие для штемпелевальных машин.
Официальное массовое тегирование в ФРГ началось с серии 16 стандартных почтовых марок «Знаменитые немцы» 1961—1965 годов. Все 16 марок были напечатана на флуоресцентной бумаге, а 7 из них ещё и на простой. Самая первая марка выпущена 15 июня 1961 года, название «Альбрехт Дюрер», номинал 10 пфеннигов и номера (Mi 350y; Sc 827; SG 1264; Yt 223). Начиная с 1962 года все выпуски марок печатаются на флуоресцентной бумаге. Различный цвет флуоресценции (от белого до ярко-жёлтого) обусловлен производством.

## Канада

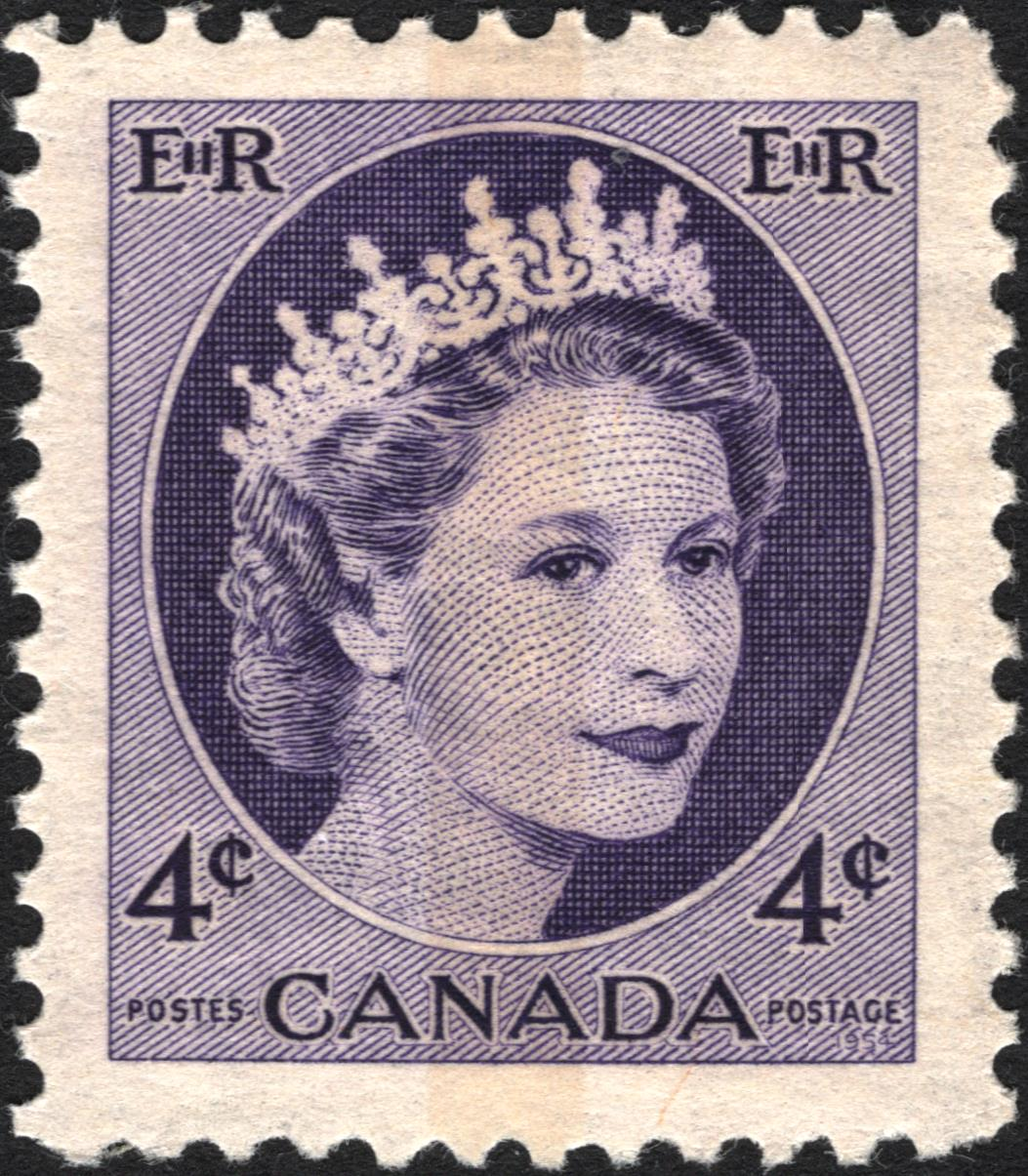
Одна из первых тегированных марок Канады, 1962-01-13

В 1962 году в Виннипеге начали применяться машины для гашения почты, действие которых основано на свечении фосфорсодержащих полос на марках. Под воздействием длинноволнового или коротковолнового ультрафиолетового излучения фосфор светится, а при выключении лампы наблюдается короткое остаточное свечение. Фосфоресцентные полосы не следует путать с флуоресцентными, которые использовались в Оттаве в 1971 году.
Во второй половине 1971 года в регионе Оттавы начали использоваться новые сортировочные почтовые машины, использующие марки с флуоресцентными полосами. Они отличаются от фосфоресцентных полос Виннипега тем, что светятся зелёным цветом и не имеют остаточного свечения. Невооружённому глазу флуоресцентные полосы кажутся глянцевыми по сравнению с остальной частью марки, если смотреть вдоль её поверхности, тогда как Виннипегские люминофорные полосы матовые.
Эксперименты были успешными, и то, что сначала называлось «оттавским тегированием», с тех пор вошло в более широкое употребление, а виннипегский люминофор был постепенно выведен из употребления. Однако было обнаружено, что первоначально использованное вещество (известное как OП-4 (англ. OP-4)) мигрирует с почтовой марки на конверты, документы, страницы альбомов и так далее, и даже на соседние марки. В конце 1972 года эта неприятность тегирования была устранена с помощью использования другого вещества (под названием OП-2 (англ. OP-2)).
Справа показана одна из первых пяти тегированных почтовых марок, выпущенных Канадой 13 января 1962 года. У этой марки с номиналом 4 цента и номерами (Mi 293AyI; Sc 340p; SG 609; Yt 270b) посередине видна одна вертикальная желтоватая люминофорная полоса, которая была надпечатана на марке с номерами (Mi 293Ax; Sc 340; SG 577; Yt 270), выпущенной 10 июня 1954 года. Остальные четыре марки имеют по две люминофорные полосы по краям. Все пять марок этого выпуска 1962 года показаны ниже.

Королева Елизавета II
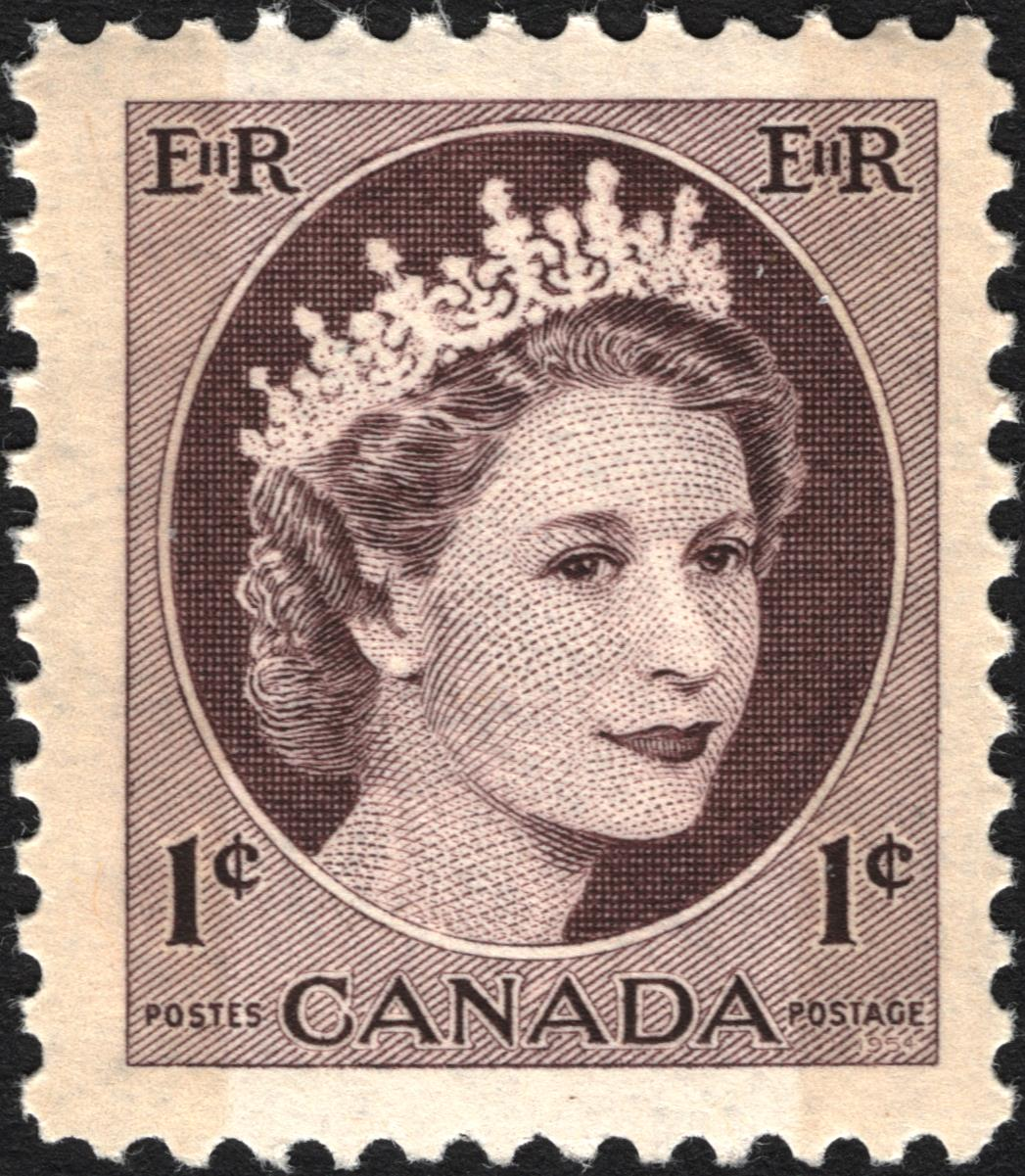
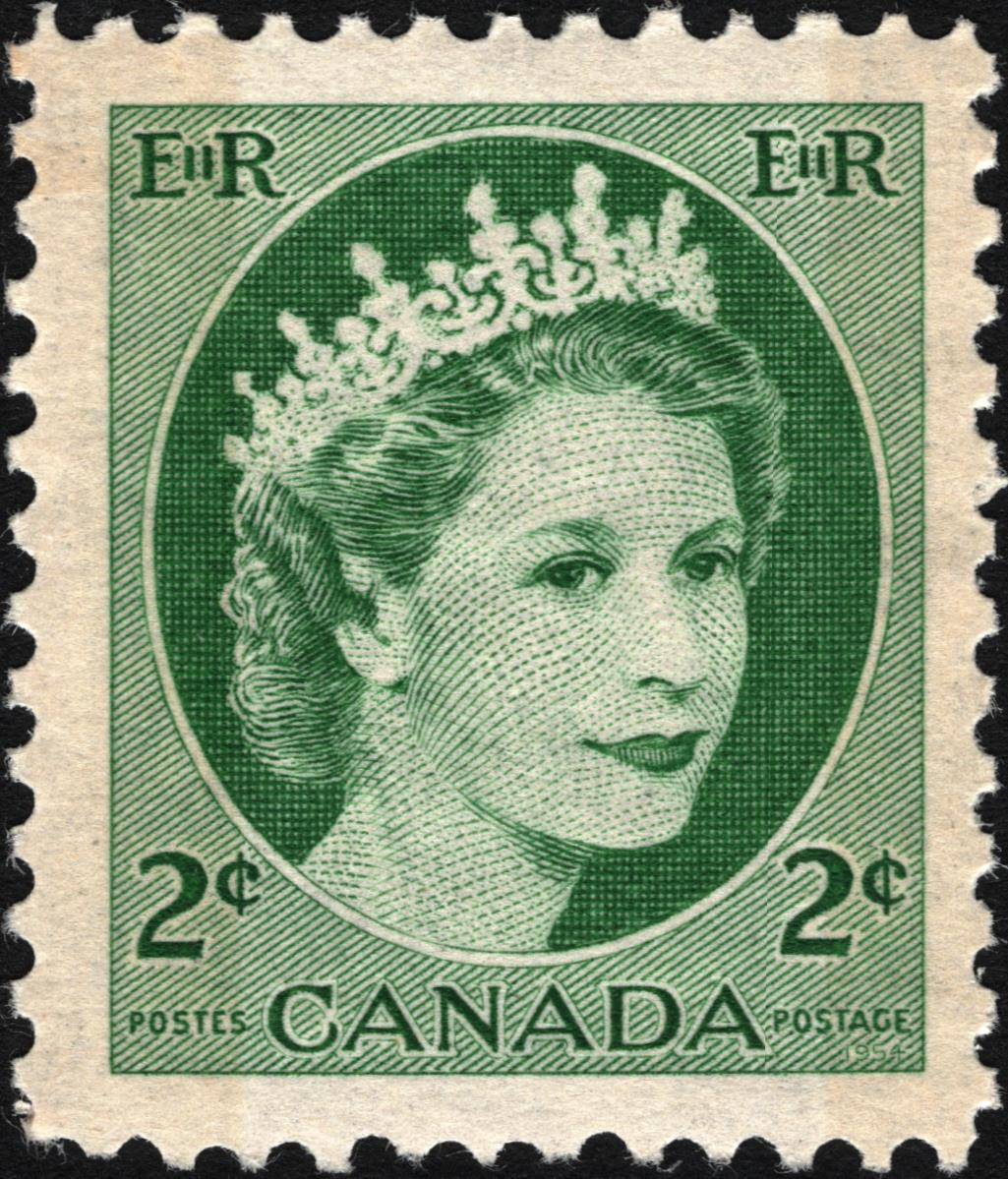
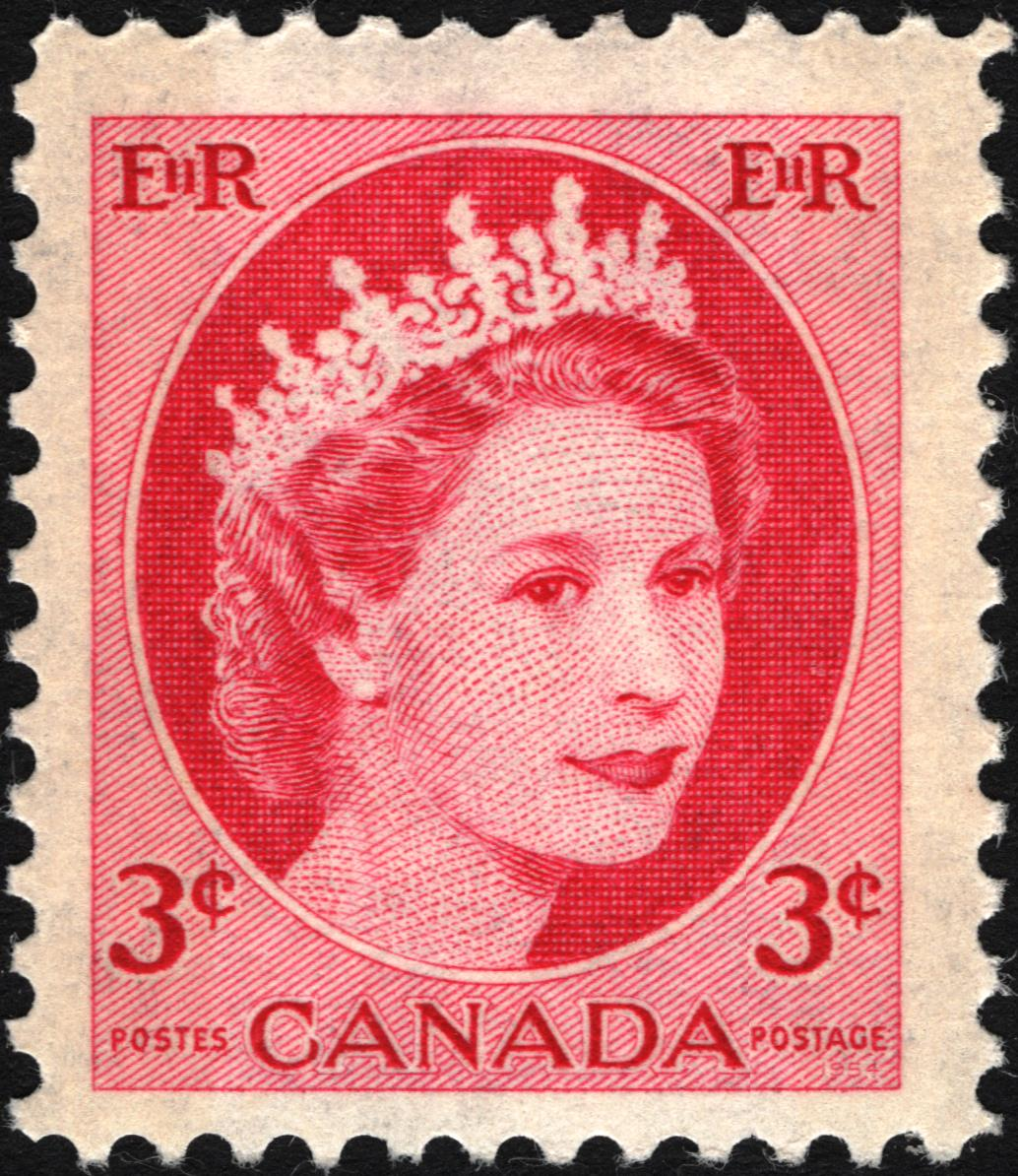
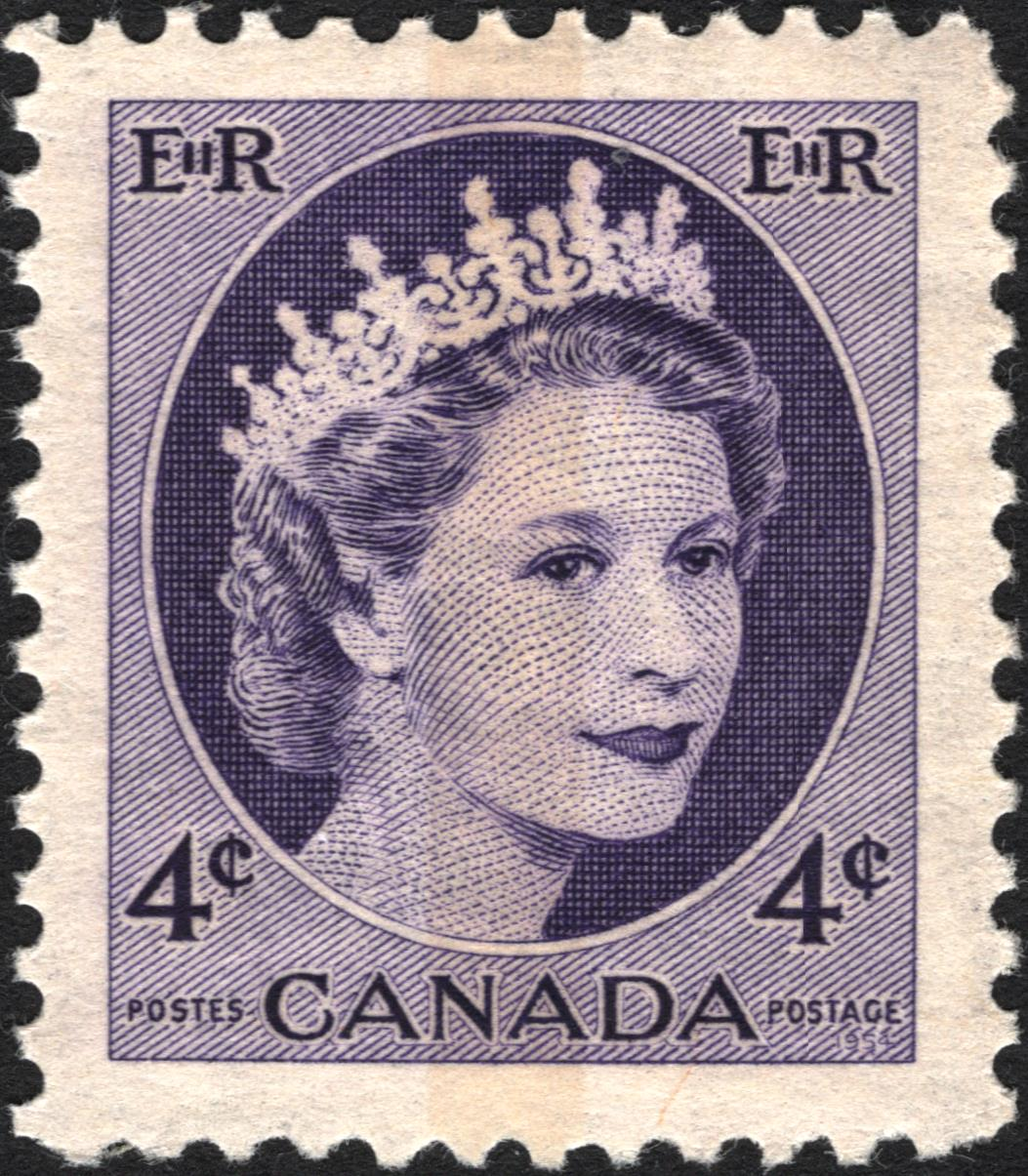
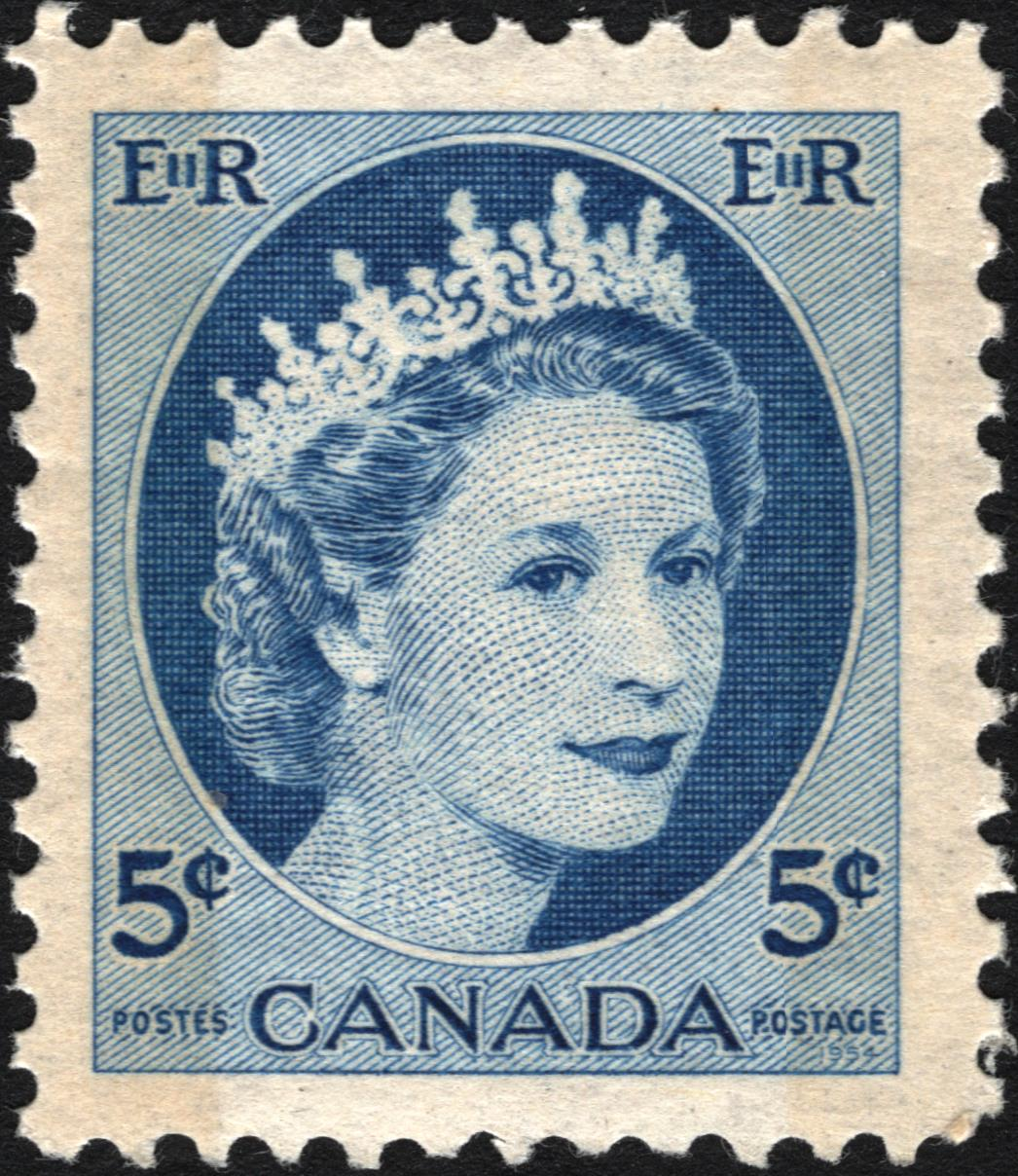

Ниже представлены два канадских тегированных квартблока 1974 года «Поддерживай форму» (англ. Keep Fit), посвящённых XXI летним Олимпийским играм в Монреале 1976 года. Если смотреть на марки под острым углом, то можно увидеть эмблему Олимпийских игр в Монреале:
- квартблок второго выпуска олимпийской серии: «Дети ныряют с причала», «Бегуны трусцой», «Семья велосипедистов» и «Туристы» (Mi 551-554; Sc 629-632; SG 768-771; Yt 526-529). На каждой марке по две узкие люминофорные полосы;
- квартблок четвёртого выпуска олимпийской серии: «Кёрлинг», «Ходьба на снегоступах», «Катание на лыжах» и «Катание на коньках» (Mi 570-573; Sc 644-647; SG 786-789; Yt 544-547). На каждой марке справа широкая, а слева очень узкая люминофорная полоса.

XXI летние Олимпийские игры в Монреале 1976 года

## Дания
Впервые тегированные почтовые марки вышли в Дании в 1962 году. На флуоресцентной бумаге 15 ноября 1962 года были переизданы семь марок, выпущенных ранее в 1950—1962 годах. Марки были как дефинитивами, так и коммеморативами.

## Франция
Первая тегированная экспериментальная почтовая марка вышла во Франции в 1962 году. На флуоресцентной бумаге в ноябре 1962 года (в 1963 году) были переиздана стандартная марка «Галльский петух», выпущенная 10 марта 1962 года. Марка светится жёлтым цветом в ультрафиолетовых лучах, разновидности — белым и голубовато-белым. А в 1970 году Франция начала экспериментировать с фосфоресценцией, были добавлены люминофорные полосы на некоторые марки, начиная с 1963 года.

## США

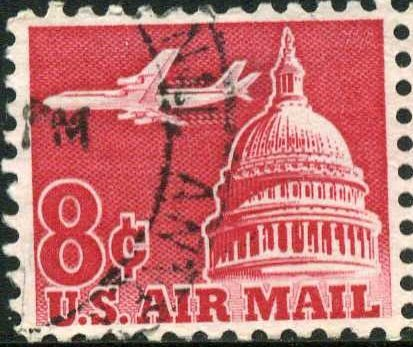
Первая тегированная марка США, 1963-08-01

Почтовый департамент США (ныне Почтовая служба США) провёл полевые испытания автоматизированного оборудования для обработки почты. Это оборудование позволяло распознавать, погашать и сортировать почту со скоростью до 30 000 отправлений в час, улавливая остаточное свечение фосфоресцирующих веществ, активируемых ультрафиолетовым излучением. Первые испытания оборудования с использованием 8-центовой авиапочтовой марки прошли после 1 августа 1963 года в Дейтоне, штат Огайо (США). На всю поверхность марки нанесли «почти невидимый» силикат кальция, который фосфоресцирует оранжево-красным цветом при воздействии коротковолнового ультрафиолетового излучения. Автоматические устройство использовало свечение этих тегированных марок для извлечения авиапочтовых конвертов с ними из общего потока почты.
Справа показана первая тегированная почтовая марка, выпущенная США 1 августа 1963 года. Эта марка с номиналом 8 центов и номерами (Mi 836yA; Sc C64a; SG ; Yt —) — полностью покрытая фосфоресцентным силикатом кальция марка с номерами (Mi 836xA; Sc C64; SG A1210; Yt aer61), выпущенная 5 декабря 1962 года.
Дейтон был выбран для проведения эксперимента, в частности, потому, что через него проходил достаточно большой объём почты, чтобы оправдать такое тестирование. Эти испытания должны были продлиться несколько лет, и ранние тегированные марки можно было найти только в районе Дейтона или в отделе филателистических продаж, Вашингтон, округ Колумбия, 20036.
Ниже размещён конверт первого дня США (номер в каталоге «Скотт» C64a), выпущенный 1 августа 1963 года. Как видно по штемпелю, которым погашена марка, конверт первого дня с первой тегированной маркой США посвящён первому дню использования тегирования, а не конкретно выпуску марки. Слева на конверте находится рисунок со штемпелевальной машиной в почтовом отделении США.

Конверт США «Первый день использования люминесцентного тегирования» (First day of use luminescent tagging)

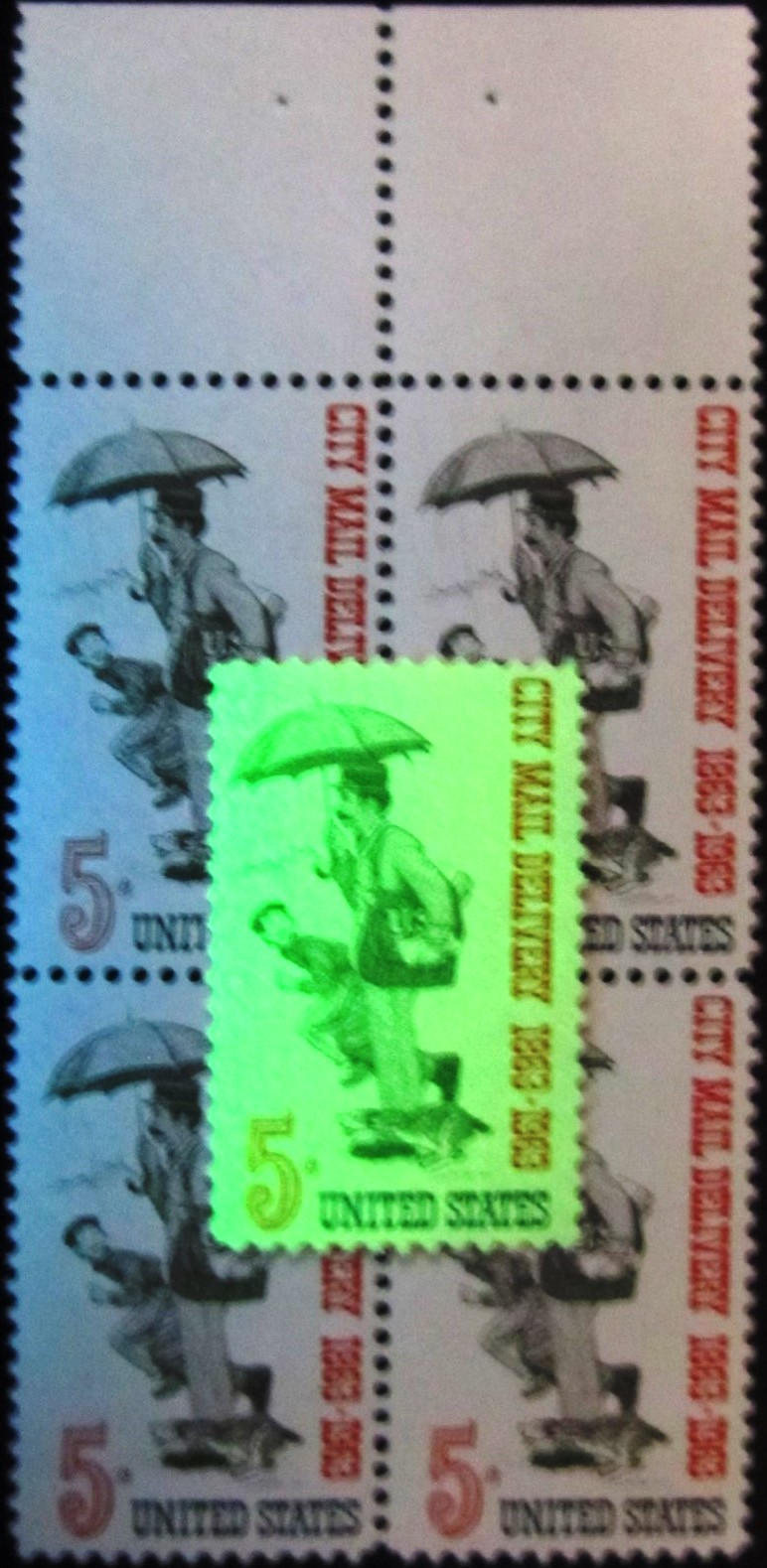
Первая марка США со сплошным тегированием (в центре), 1963-10-26. Квартблок этой марки с пропущенным тегированием

В то время как тест оборудования с использованием авиапочтовой марки ещё продолжался, было запланировано тегирование всего тиража коммеморативной марки выпуска 1963 года, посвящённой столетию бесплатной доставки городской почты, ортосиликатом цинка, который светится желто-зелёным. Тегированные марки предназначались для тестирования устройств автоматического распознавания с помощью обычной почты наземного транспорта. Машины теперь могли не только отличать авиапочту от обычной, но и располагать все конверты так, чтобы марки были в одном углу, а затем штемпелевать их.
При выпуске первой марки с полностью тегированным тиражом также были получены первые ошибки пропуска тегирования, когда случайно некоторые марки не были тегированы после основной печати. Несмотря на то, что тегирующее вещество невидимо при обычном освещении, его полное отсутствие как ошибка тегирования классифицируется как вид ошибки пропуска цвета. Как и в случае любой ошибки с пропуском цвета, на марке не может быть следов тегирующего вещества. Но бывают так называемые «ошибок тегирования», которые не являются полным отсутствием тегирующего вещества, причём это легко не заметить при использовании неподходящей лампы.
Справа в ультрафиолетовом свете показаны пять марок:
- светящаяся желто-зелёным цветом первая почтовая марка с полностью тегированным тиражом, выпущенная США 26 октября 1963 года. Эта марка с номиналом 5 центов и номерами (Mi 851; Sc 1238; SG 1220; Yt 754);
- за светящейся маркой находится квартблок этой же марки без желто-зелёного свечения, то есть с ошибкой тегирования, с номерами (Mi —; Sc 1238a; SG ; Yt —).

Поскольку оба типа тегирующих веществ были минералогическими производными, возникли две проблемы:
- их нельзя было растворить, поэтому они должны были содержаться в суспензии. В качестве носителя был выбран прозрачный лак;
- эти соединения обладали высокой абразивностью. Проблема была решена позже, когда были созданы другие способы тегирования, позволяющие избежать износа оборудования при послепечатной обработке марок.

## Швейцария
Впервые тегированные почтовые марки вышли в Швейцарии в 1963 году. На флуоресцентной бумаге с фиолетовыми волокнами 3 октября 1963 года были изданы 8 марок первого выпуска стандартной серии «Почтовая история и памятники архитектуры» номиналами 5, 10, 15, 20, 25, 30, 50 и 80 сантимов.

## Австралия
Гелекон — химическое вещество из группы сульфида цинка, которое при печати почтовых марок могло добавляться двумя различными способами: либо в краску, либо в поверхностное покрытие бумаги.
Первой маркой с гелеконовым покрытием была марка номиналом 11 пенсов «Кроличий бандикут» из экспериментального тиража в четыре миллиона экземпляров, выпущенного для широкой публики в декабре 1963 года. Поверхность рулонных марок была покрыта гелеконом лишь с одной стороны. Следующий тираж, уже на обычной бумаге, вышел в сентябре 1964 года. Эта экспериментальная печать была грубой, с большим количеством белых точек, а цвет — сланцево-голубой (англ. slate-blue), отличающийся от цвета марок как на обычной, так и на более поздней бумаги с гелеконовым покрытием.

## Бельгия

Первая тегированная марка Бельгии, 1966-02

По всей видимости, впервые тегированные почтовые марки вышли в Бельгии в 1966 году, как новые, так и переизданные. В частности, в феврале 1966 года как на обычной, так и на фосфоресцентной бумаге была издана окрашенная марка «Геральдический „Вооружённый лев“». Марка номиналом 60 сантимов и с номерами (Mi 1436y; Sc 430 luminescent; SG ; Yt 1370a).

## Япония
Первые две японские тегированные почтовые марки были выпущены 18 июля 1966 года как разновидности марок, вышедших ранее 1 июля:
- марка «Золотая рыбка» с номиналом 7 иен с надпечатанной фосфоресцентной рамкой и номерами (JSCA 415; Mi 928y; Sc 880 fluorescent; SG ; Yt 837a); без люминисцентной надпечатки с номерами (JSCA 401; Mi 928x; Sc 880; SG 1046; Yt 837);
- марка «Хризантема» с номиналом 15 иен с надпечатанной фосфоресцентной рамкой и номерами (JSCA 416; Mi 930Ay; Sc 881 fluorescent; SG ; Yt 838c); без люминисцентной надпечатки с номерами (JSCA 402; Mi 930Ax; Sc 881; SG 1049; Yt 838).

Эти тегированные почтовые марки были выпущены в основном в японской префектуре Сайтама в почтовом отделении Омия для экспериментов с автоматическими сортировочными и штемпелевальными машинами. Люминесцентная рамка вокруг поверхности марки при воздействии на неё ультрафиолетового света определённой длины волны излучает обычный свет после отключения ультрафиолета.
Гашёные марки со штемпелями почтового отделения Омия с 18 июля 1966 года примерно по август 1968 года, скорее всего, будут люминесцентными. Остатки тиража марки с хризантемами были выставлены на продажу в различных почтовых отделениях в Хатинохе, префектура Аомори, в 1971 году.

## Швеция
Впервые тегированные почтовые марки вышли в Швеции в 1967 году. На флуоресцентной бумаге 15 марта 1967 года были выпущены две стандартные марки:
- «Фьельд» («сопка») по картине шведского художника Сикстена Лундбомма (англ. Sixten Lundbohm), номинал 35 эре, номера в каталогах (Mi 575; Sc 719; SG 498; Yt 558);
- «Интерьер Кафедрального собора Уппсалы», номинал 4,50 крон, номера в каталогах (Mi 576; Sc 721; SG 501; Yt 559) соответственно.

С марта 1967 по июнь 1976 года белая или жёлтая флуоресцентная бумага использовалась при печати как стандартных, так и коммеморативных выпусков. Но после этого периода её использование постепенно сошло на нет. При этом с 1976 по 1978 год марки, выпущенные в вышеупомянутый период, были перепечатаны на обычной бумаге без флуоресценции. В итоге несколько стандартных и коммеморативных марок были напечатаны как на обычной, так и на флуоресцентной бумаге.

## Норвегия
Впервые тегированные почтовые марки вышли в Норвегии в 1967 году. На фосфоресцентной бумаге 1 декабря 1967 года были переизданы четыре марки из стандартной серии «Мотивы, характерные для страны». Эти марки были выпущены ранее:
- 22 апреля 1963 года — номиналы 40 и 90 эре («Северный олень, рыба и ловушка; наскальные рисунки в Драммене»);
- 9 ноября 1964 года — номиналы 30 («Колосья ржи и треска») и 60 («Прямой узел и Полярная звезда») эре.

## Италия

Справа — две разновидности одной из первых тегированных марок Италии, 1968-02-20

Впервые тегированные почтовые марки вышли в Италии в 1968 году. На флуоресцентной бумаге 20 февраля 1968 года были изданы восемь марок из стандартной серии «Сиракузская», или «Италия туррита» (Италия с настенной короной), с номиналами 5, 10, 15, 20, 25, 30, 50 и 90 лир, нарисованные художником Витторе Грасси. Все марки этой многолетней стандартной серии имеют одинаковый рисунок, причём размеры рисунка марок 1968 года составляют 16 × 19,5—20 мм, что на 1 мм меньше размеров прежних выпусков 17 × 21 мм.
Эти тегированные марки имеют две разновидности, для которых цена по каталогу одинаковая:
- глянцевую, с гуммиарабиком (аравийская камедь);
- матовую, с виниловой камедью.

Раздел иллюстрирован разновидностями одной из этих марок с номиналом 50 лир с различными флуоресцентными свойствами:
- слева — марка без тегирования с рисунком размером 17 × 21 мм, зафиксированная в каталогах с номерами (Unificato 773, Mi 986; Sc 683; SG 899; Yt 717B);
- в центре и справа — марка на флуоресцентной бумаге с различными видами люмогена и рисунком размером 16 × 20 мм, зафиксированная в каталогах с номерами (Unificato 1076, Mi 1262; Sc 988J; SG 1211; Yt 1002).

## СССР

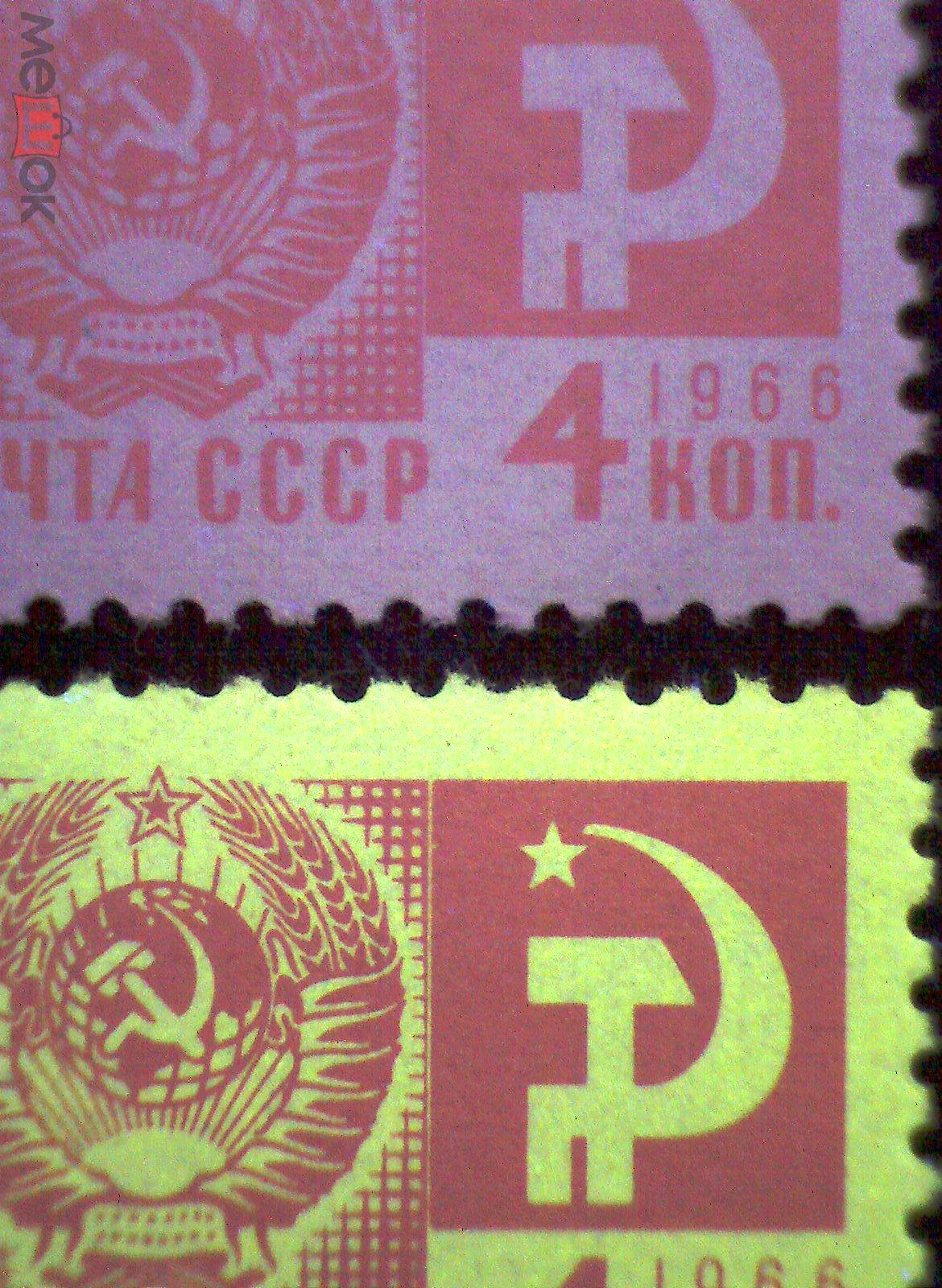
Первая тегированная марка ССР, 1969-04-25

В 1969 году СССР целенаправленно выпустил почтовую марку на флуоресцентной бумаге на основе марки номиналом 4 копейки 11-го выпуска стандартных марок СССР «Государственный герб и флаг СССР». Марка выпущена в экспериментальных целях, светится жёлтым в ультрафиолетовых лучах. Особое свойство бумаги позволяет использовать эту марку в области автоматизации процессов обработки почтовой корреспонденции.
Справа в ультрафиолетовом свете показаны две почтовые марки:
- вверху марка на обычной бумаге 11-го стандартного выпуска «Государственный герб и флаг СССР», выпущенная 25 октября 1966 года с номиналом 4 копейки и номерами (ЦФА (АО «Марка») 3417; Mi 3282x; Sc 3260; SG 3350; Yt 3163);
- внизу новое издание этой марки на флуоресцентной бумаге, светящееся жёлтым светом, выпущенное 25 апреля 1969 года с номерами (ЦФА (АО «Марка») 3417A; Mi 3282y; Sc 3260 fluorescent; SG 3350 yellow; Yt 3163A).